# Grzegorz Matlak
Grzegorz Matlak (ur. 15 września 1973 w Szczecinie) – polski piłkarz, występujący na pozycji lewego obrońcy.
Grzegorz Matlak jest wychowankiem Pogoni Szczecin, w której rozpoczął swoją karierę piłkarską. W sezonie 1992/1993 znajdował się w kadrze pierwszego zespołu, jednak został sprzedany do klubu Dąb Dębno, gdzie grał jedną rundę. Przed sezonem 1994/1995 wrócił do Pogoni, a w następnym reprezentował barwy I-ligowej Warty Poznań, gdzie 6 sierpnia 1994 r. zaliczył pierwszoligowy debiut w meczu z Legią Warszawa (0:5). Kolejną jesień spędził w drugoligowym Stilonie Gorzów, skąd wyemigrował na dwa lata do Stanów Zjednoczonych. Tam grał w polonijnych amatorskich halowych zespołach AAC Eagles Chicago, Detroit Neon i Detroit Safari. Wrócił do Polski w 1997 r. i trafił do Lecha Poznań. Później odszedł do Amiki Wronki, z którą święcił największe sukcesy, zdobywając Puchar Polski i Superpuchar Polski. Następnie był zawodnikiem Dyskobolii Grodzisk Wlkp., ponownie Lecha i Amiki. Na ul. Bułgarską wrócił w 2001 r., by awansować z "Kolejorzem" do ekstraklasy w sezonie 2001/2002. Później został wypożyczony do trzecioligowej Warty.
Latem 2003 został zawodnikiem Pogoni Szczecin, której właścicielem był Antoni Ptak. Z drużyną awansował do ekstraklasy i zajął 9. miejsce w sezonie 2004/2005. Już wtedy coraz częściej zaczęły nękać go kontuzje. W wyniku konfliktu z Antonim Ptakiem 20 lipca 2006 zdecydował się rozwiązać kontrakt.
W I lidze rozegrał 142 mecze i strzelił 6 goli.
Wraz z Dariuszem Adamczukiem był współzałożycielem i zawodnikiem drużyny Pogoń Szczecin Nowa, występującej w B-klasie.
Od jesieni 2007 ponownie piłkarz Pogoni Szczecin, występującej w rozgrywkach IV ligi.
16 maja 2008, z powodu przewlekłej kontuzji kręgosłupa, rozwiązał z Pogonią kontrakt za porozumieniem stron i zakończył karierę.
W sierpniu 2008 Zarząd Stowarzyszenia PSN desygnował Grzegorza Matlaka do Zarządu Pogoni Szczecin SA.
Od lipca 2012 trenował z drużyną futbolu amerykańskiego Husaria Szczecin, jest przymierzany na pozycję kickera. 
W grudniu 2019 został prezesem fundacji Pogoń Szczecin Football Schools od 2016 zajmującej się szkoleniem piłkarskim i rozwojem dzieci i młodzieży w województwach zachodniopomorskim i lubuskim zarządzanej w pełni przez Pogoń Szczecin SA. Stanowisko pełnił do końca lutego 2021, kiedy został zastąpiony przez Marcina Łazowskiego. 